# Mosonbánfalvi összecsapás
A mosonbánfalvi összecsapás egyike a nyugat-magyarországi felkelés utolsó harcainak, azon belül is a második felkelési kísérlet részét képezi, ami nagyon hamar hamvába holt.
Az első felkelés során a Rongyos Gárda jelentős sikereket ért el a hiányosan képzett osztrák csendőrséggel szemben, ellenőrzése alá vonta az Őrvidéket (a mai Burgenlandot) és megalakította a Lajtabánság elnevezésű szeparatista államot. A felkelés révén került sor a soproni népszavazásra, amelynek folytán Sopron és környéke Magyarország része maradt. A Lajtabánság rövidesen megszűnt, a Gárda kivonult a területről.
A Gárda vezérei, mint Prónay Pál nem elégedtek meg az elért eredménnyel és 1922-ben új felkelés szervezésébe fogtak, de ezt már a magyar kormány sem nézte jó szemmel, részben féltve az addig elért eredményeket, részben mert Prónay szervezkedésének már kormányellenes vonatkozásai is voltak.
1922. július közepén a Rongyos Gárda ismét megpróbálkozott katonai betöréssel az Őrvidékre. Július 24-én este a rongyosok egy csoportja beszivárgott Mosonbánfalvára, Nezsider mellett, hogy az ottani csendőrőrsöt elfoglalva fegyverekhez jusson. Július 25-re virradóra tűzharc alakult ki az őrsön állomásozó csendőrök és a felkelők között. A harc nem hozott sikert egyik félnek sem. A felkelők lelőttek egy csendőrt, majd bármi eredmény nélkül távoztak.

## Külső hivatkozások
- Békés Márton: A FEGYVERES REVÍZIÓ ÚTJA NYUGAT-MAGYARORSZÁGON (Vasi Szemle)[halott link]